# Exodus (personaje)
Exodus —Éxodo en España— es un supervillano Francés que aparece en los cómics estadounidenses publicados por Marvel Comics. Creado por el escritor Scott Lobdell y el artista Joe Quesada, apareció por primera vez en X-Factor # 92 (julio de 1993). Su nombre real se dio inicialmente como Paris Bennett, pero se descubrió como un alias cuando se reveló que había nacido en París Francia del siglo XII con el nombre de Bennet Du Paris. 

## Biografía ficticia

### Origen
Nacido en el siglo XII, Bennet du Paris siempre se había sentido diferente, como si tuviera un poder oculto de profundidad. Como adulto, participó en las Cruzadas, y se convirtió en el mejor amigo de Eobar Garrington, el Black Knight de la época. Los dos habían establecido la búsqueda de la torre de la energía, el mítico "Faraón Eterno" en Aquaba, cuando Dane Whitman (el Black Kinght del siglo XXI) y Sersi, fueron trasladados de vuelta al siglo XII, con Whitman en la mente de Eobar. Cuando Eobar entró en contacto con Sersi, abandonó la búsqueda, lo que enfureció du París, que viajó a la torre solo. Cuando llegó, una voz misteriosa le preguntó si estaba dispuesto a arriesgarlo todo para convertirse en uno de los fuertes. Du París aceptó, y sus poderes mutantes se manifiesta por primera vez.
Cuando Sersi y Whitman lo encontraron, ambos fueron emboscados por Apocalipsis. Bennet du Paris se había transformado en "Exodus" de la mano de Apocalipsis. Apocalipsis mandó a Éxodus adestruir a Black Knight. Pero Exodus se negó a hacerles daño y lo llamó un "falso dios". Apocalipsis despojó a Éxodus de su poder y lo encerró en una cripta en los Alpes suizos.

### Acólitos
Algún tiempo después, en el siglo XX, Magneto encontró y liberó a Éxodus, llevándolo a Ávalon. Éxodus se convirtió en la mano derecha de Magneto, en sustitución de Fabian Cortez, que había traicionado a Magneto. Éxodus se presentó ante el equipo gubernamental conocido como X-Factor. Parecía como si Éxodus quisiera decirles algo, pero se abstuvo y se fue.
Exodus a continuación, se presentó ante el equipo de mutantes de Fuerza-X para llevarse a Bala de Cañón y a Sunspot a Avalon con él. Ellos se negaron, pero el equipo demostró no ser rival para Exodus. El equipo rescató a sus amigos de Avalon, pero en el combate, Cable fue herido por Magneto.
Cuando Charles Xavier limpió la mente de Magneto limpia en un ataque de los X-Men a Avalon, Exodus asumió el liderazgo de los Acólitos.
Poco después, Fabian Cortez resurgió en Genosha, donde mantuvo prisionera a Luna Maximoff, la nieta de Magneto. La tensión entre los mutantes y los seres humanos estalló en Genosha y el país entró en guerra. Cuando la madre de Luna, Crystal, se dio cuenta de Luna se había desaparecido, ella y los Vengadores fueron a Genosha. Mientras tanto, el padre de la niña, Quicksilver y los X-Men también llegaron a Genosha para salvar a Luna. Exodus llegó a Genosha para salvar al pueblo mutante y destruir a los humanos. En un primer combate, Exodus derrotó a War Machine y a Sersi. Exodus luego encontró a Fabian Cortez en las alcantarillas de Genosha, con la Luna como escudo humano. Cortezhizo todo lo posible para escapar, diciendo a Quicksilver, la Bruja Escarlata, Crystal y Jean Grey, que mataran a Exodus, a cambio de la vida de Luna. Pero Cortez no fue rival para Exodus, quien aparentemente, lo mata.
Exodus continuación, se apareció a los mutados de Genosha, diciéndoles que mataran a todos los seres humanos o de toda la isla sería aplastada bajo su campo de fuerza. Los Vengadores y los X-Men se unieron. No fue sino hasta que el Profesor Xavier desató un ataque psiónico de gran alcance a Exodus, que Black Knight fue capaz de acercarse sigilosamente a Exodus, cortándolo con su espada de energía. Exodus, debilitado y derrotado, partió a Avalon, pero no sin antes, desatar un ataque de gran alcance en Quicksilver.

### Exodus vs Holocausto
Los Acólitos descubrieron un capullo de hielo con un ser vivo en el interior, flotando cerca de Avalon. A pesar de algunas objeciones, Exodus ordenó llevarlo a bordo, creyendo que es un signo de lo que vendrá. Durante la noche, el ser que habitaba en el capullo se despertó y mató a varios Acólitos. El ser resultó ser Holocausto, uno de los sobrevivientes de la alteración de la realidad conocida como la Era de Apocalipsis. Holocausto confundió a Exodus con su homólogo de aquella realidad. Holocausto sabía que él era uno de sus enemigos, cuando se enteró de la presencia de Magneto. Exodus y Holocausto lucharon sin tener en cuenta para nada a su alrededor, destruyendo Avalon.
Muy debilitado por su batalla con Holocausto, Exodus regresó a la cripta en los Alpes suizos, donde Apocalipsis que originariamente le había encerrado. Exodus esperó para descansar y recuperar sus poderes allí. Exodus se convirtió en una especie de "vampiro psíquico", que necesitaba absorber la energía psiónica de los demás para vivir. Cuando sintió las energías de Cable y X-Man cerca, él estaba encantado con el enorme poder que poseían. Exodus luchó con X-Man, quien lo derrotó y sepultó en el derrumbe de una montaña.

### Sitio de Wundagore
Exodus sobrevivió, sus poderes volvieron a la normalidad, y volvió a liderar a los Acólitos. Un débil Alto Evolucionario, dio cobijo a Luna Maximoff y Exodus decidió eliminarlos. Exodus envió un ejército de mutados y un equipo de Acólitos en un ataque contra la base del Evolucionario, la Montaña Wundagore. A pesar de la oposición de Quicksilver y los Caballeros de Wundagore, Exodus logró ganar el control de la ciudadela, mientras que Luna y el Alto Evolucionario escaparon. Exodus decidió también infectar a los Inhumanos con el Virus Legado. Él envió a un equipo que incluía a Pyro, Avalancha, Omega Rojo y Feral para encontrar al Alto Evolucionario, con la promesa de los miembros infectados se curarían del virus. También envió a Fabian Cortez en una misión para destruir las nieblas Terrigenas en la ciudad de los Inhumanos, Attilan.
El Alto Evolucionario decidió que era hora de recuperar el control de la Montaña Wundagore, y partió con un equipo hacia la ciudadela. Exodus y sus Acólitos aparecieron y atacaron al Alto Evolucionario con la ayuda del Hombre Bestia. Juntos tomaron a Quicksilver, los Caballeros de Wundagore, y los Héroes de Alquiler, prisioneros. Quicksilver finalmente se escapó, ganó el control de sí mismo y finalmente venció a Exodus.
Exodus intentó una vez más para destruir al Alto Evolucionario. Sin embargo, fue detenido de nuevo en su intento, esta vez por el Black Knight. Exodus volvió a ser encerrado en su cámara de hibernación.
Más tarde, Exodus se escapó de su prisión, una vez más, esta vez emergiendo como un hombre cambiado. Disfrazado como Magneto, Exodus utilizó su poder psiónico (impulsada por los medios tecnológicos) para llevar la paz a la nación de Genosha, obligando a los seres humanos y los mutantes a coexistir. Cuando finalmente fue desenmascarado por los X-Men, Exodus se proclamó un penitente tratando desesperadamente de expiar su pasado. Sin su control, sin embargo, Genosha entra en otra guerra civil, dejando a Exodus emocionalmente devastado.

### Hermandad de Mutantes
La experiencia en Genosha lleva a Exodus a renovar su convicción de que los mutantes eran superiores y que estaban destinados a heredar la tierra. Después de haber formado una nueva Hermandad de mutantes diabólicos, que consta de Avalancha, Nocturne, Sabretooth, Mammomax y Black Tom Cassidy, Exodus dirige un ataque contra un grupo de seres humanos, pero fue frustrado por los X-Men. Después de escapar, esta nueva Hermandad decidió atacar a los X-Men en su casa. Dos de los residentes, un niño joven mutante y un empleado de la cafetería, mueren como resultado. Para la Hermandad del ataque resulta un completo desastre, lo que resulta en la mayor parte de la Hermandad, Éxodo incluido, siendo arrastrada hacia la cabeza del mutante Xorn. Reaparecen en el Mojoverso y hacen un acuerdo con Mojo para salir de allí. Se desconocen los términos de este acuerdo.

### Merodeadores
Exodus fue uno de los pocos mutantes que conservaron sus poderes después de los acontecimientos de la historia de Dinastía de M. EXodus dirige un nuevo equipo de Acólitos conformado por Joanna Cargill, Random y Tempo como seguidores. Exodus y sus Acólitos nuevos atacan el Hellicarrier de S.H.I.E.L.D. que está por encima del Instituto Xavier. Su intención es capturar a Cable. Durante el ataque, Exodus combate al equipo de X-Men de Rogue, Northstar y Aurora. Más tarde, Exodus forja un pacto con Mr. Siniestro.
Como parte de este pacto, Exodus y sus Acólitos auxilian a los Merodeadores de Siniestro en su ataque a la Mansión X.
En el combate final entre los X-Men y los Merodeadores, Exodus es derrotado, primero por Emma Frost, y luego por la joven x-man Dust, quien lo hiere gravemente.

### X-Men: Legacy
El Profesor Xavier se encuentra bajo el cuidado de los Acólitos tras ser herido por Bishop. Exodus aparentemente se ha recuperado por completo de los ataques de Dust y está tratando de tratar la herida en la cabeza de Xavier. A pesar de estar en un estado debilitado, Xavier se resiste a los esfuerzos de Exodus.
Exodus se ve obligado a buscar la ayuda de la única persona que puede ser capaz de restaurar la mente de Xavier: Magneto. Magneto, con la ayuda de Karima Shapandar, se las arregla para restaurar algunos de los recuerdos de Xavier. Más tarde, Magneto es atacado por Exodus, que quiere castigarlo. Éxodo trata de extrangular a Magneto, pero este es salvado por Xavier.
Después de la batalla, la victoria de Xavier amenaza con apagar los poderes de Exodus de forma permanente si ataca de nuevo. Éxodus extiende una oferta a Xavier para liderar a los Acólitos, pero Xavier se niega, y lo convence de disolver a los Acólitos. Exodus renuncia al nombre que Magneto le dio y decide embarcarse en una peregrinación personal con el fin de reencontrarse.

### Regenesis
Exodus vuelve a aparecer en la recién creada "Escuela Jean Grey para Jóvenes Dotados", después de haber oído hablar de los acontecimientos del cisma que divide a los X-Men Frente a Wolverine, Rogue, Rachel Summers, Gambito y la ex-Acólito Joanna Cargill, él les dice que su decisión de romper con Utopía es inaceptable y que tiene la intención de "reunificarlos" con ellos. Después de una batalla corta, pero intensa, Wolverine dice a Exodus que busque en sus mentes para que pueda entender exactamente por qué decidieron salir de Utopía. Exodus está conmocionado por lo que descubre y se muestra particularmente preocupado por la decisión de Cíclope de arriesgar la vida de Hope Summers en el combate. Él se disculpa con el grupo, diciéndoles que estaban justificados por completo en su decisión de dejar Utopía, y luego parte a Utopía para enfrentar a Cíclope personalmente.

## Poderes y habilidades
Exodus es uno de los mutantes más poderosos. Posee grandes poderes sobrehumanos, incluyendo la telepatía, la telequinesis y el teletransporte. Sus niveles de potencia son muy altos y sus poderes pueden ser resultado de la manipulación de Apocalipsis
Sus habilidades telepáticas que a veces coincidían con las de Profesor X y X-Man.
Exodus es capaz de utilizar sus habilidades de telequinesis para levantar objetos pesados, generar campos de fuerza de alta duración en torno a él, proyectar explosiones dañinas y desmontar y volver a montar dispositivos tecnológicos complejos. Hulk y Apocalipsis, han sido capaces de resistir sus ataques telequinéticos. 
Éxodo es un teletransportador de gran potencia, capaz de llevarse a sí mismo y a los Acólitos en unos cuantos segundos de Avalon a la Tierra.
Exodus tiene un factor curativo sumamente poderoso. Exodus aparentemente también es inmortal o por lo menos, muy longevo.

## Otras versiones

### 2099
En el Universo Marvel 2099, Exodus combatió a X-Nation.

### Era de Apocalipsis
En la Era de Apocalipsis, Exodus fue destituido de su rango por Apocalipsis y fue torturado por los Madri. Exodus fue rescatado por Magneto y se convirtió en un miembro de los X-Men. Él tiene una relación romántica con Dazzler. 

### Dinastía de M
En esta realidad alterna, Exodus rige Australia, y ayudó a someter a Hulk.

## En otros medios

### Videojuegos
- Éxodo apareció como un jefe en los juegos X-Men: Mutant Apocalypse, X-Men 2: Clone Wars y X-Men: Gamesmaster's Legacy.
- También hizo un cameo en el final de X-Men: Children of the Atom, acudiendo en ayuda de Magneto después de su derrota y aparentemente pereciendo con su maestro en la destrucción de Avalon.
- También hace un cameo en el final Marvel vs. Capcom 3 de Magneto, apareciendo como uno de los muchos mutantes que vuelan libremente en el nuevo santuario de mutantes en el que Magneto ha transformado la nave espacial de Galactus.